# ウガリット神話
ウガリット神話（ウガリットしんわ）は、シリアの地中海岸にあった古代都市ウガリットに保存されていた粘土板文書に記されていた神話である。
内容は、同じセム系神話として旧約聖書などとも共通する物が多い。
特に重要視されているのは、英雄神バアルの戦いと死、そして再生を描いたものである。

## 主な神々
- アーシラト - イルの配偶神。すべての神々の母であり「海の貴婦人アーシラト」と称される。
- アシュタルト - 戦いと狩猟の女神。バアルの忠実な同盟者。
- アナト - 戦いの女神で、バアルの妹で「乙女（処女）」や「少女」と称される。
- アシュタル - 金星に由来する神。
- アルツァヤ（英語版） - 大地（地下世界）の女神。バアルの娘の一人。
- イル - ウガリットの最高神。すべての神々の生みの親であり「創造者」と称される。
- グパンとウガル（英語版） - バアルに仕える二人組の伝令の神。
- カディシュ・アムラル（英語版） - 「アーシラトの漁師」と呼ばれる神。
- ガシャル（英語版） - 「強い」という意味の名を持つ神。
- コシャル・ハシス（英語版） - 技術・工芸・呪術の神。
- コシャロット（英語版） - 結婚、出産などの祝いの席に現れる女神たち。
- シャプシュ - 太陽の女神。神々の調停者としての役割を持つ。
- タラヤ（英語版） - 雨（霧雨）の女神。バアルの娘の一人。
- ダガン - 穀物の神。「ダガンの息子」というバアルのエピセットに名前が現れる。
- ニッカル（英語版） - 女神。ヤリフの配偶神。
- バアル - ウガリットの主神。嵐、慈雨、雷を司る天候神。
- ピドリヤ（英語版） - バアルの娘の一人。
- ホロン（英語版） - 冥界の神。呪術テキストに名前が現れる。
- モート - 死と冥界の神。バアル神話（英語版）ではバアルの不倶戴天の敵として現れる。
- ヤム＝ナハル - 海と川の神。バアル神話ではバアルの敵の一人として現れる。
- ラシャプ - 戦いと関連づけられる神。
- シャヘル - 曙の神。
- シャレム（英語版） - 黄昏の神。
- ヤリフ（英語版） - 月の神。ニッカルの配偶神。